# 耶律颏领
耶律颏领（?—?），唐朝中期契丹迭剌部的领袖，他的祖父耶律涅里、父亲耶律毗牒已经执掌了遥辇氏的大权。他的儿子耶律耨里思（肃祖）是建立辽朝的辽太祖耶律阿保机的高祖父。但是，辽太祖没有追尊五代祖宗。